# Parkposition

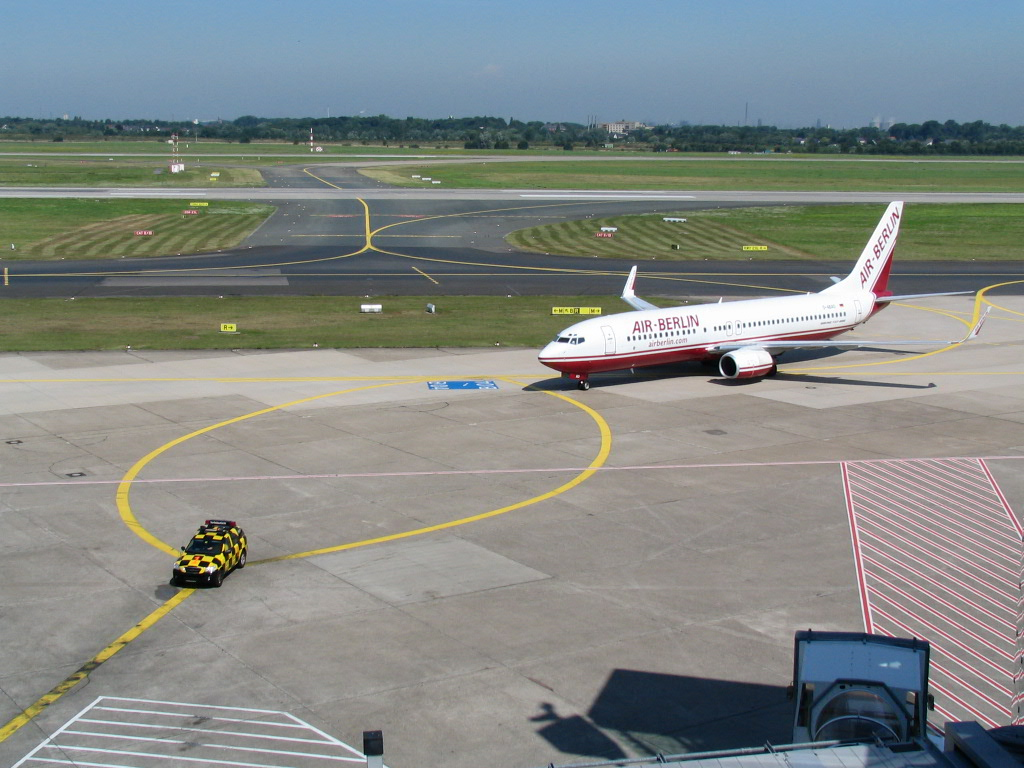
Eine Boeing 737 folgt dem Follow-me-Car auf dem Weg zur Parkposition (Juli 2005)

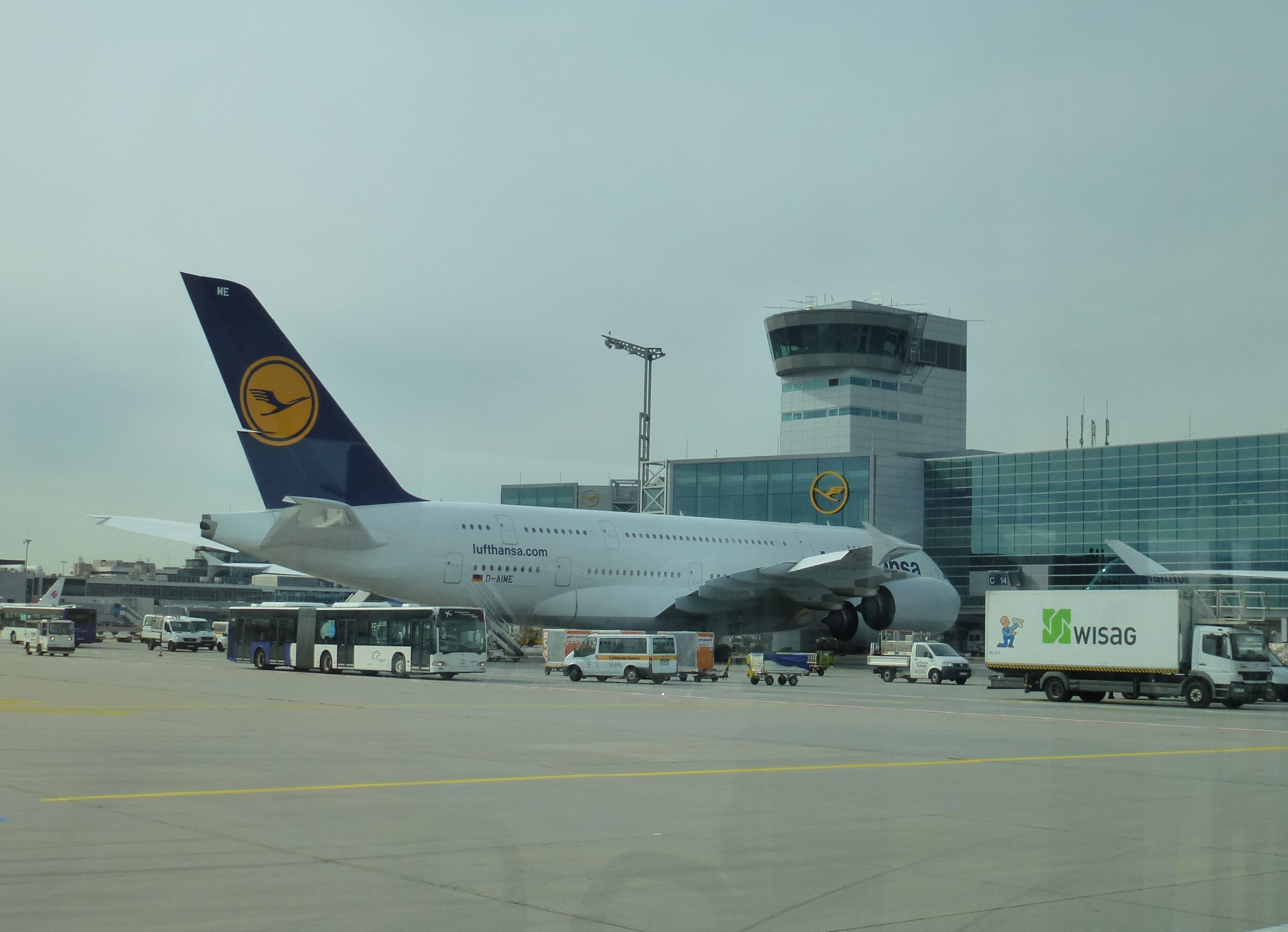
LH Airbus A380-800 D-AIME – Johannesburg – FRA Airport, Parkposition Gate C 14 (September 2012)

Die Parkposition (englisch parking position) ist im Luftverkehr die Abstellfläche eines Flugplatzes, die der Abfertigung der Flugzeuge dient. 

## Allgemeines
Die Parkposition als Bestandteil der Flughafeninfrastruktur gehört zum Vorfeld, dessen letzter Teil der Flughafenterminal darstellt. Hier findet die Abfertigung durch das Be- und Entladen von Flugpassagieren und Fracht statt. Großflughäfen verfügen über Parkpositionen in der Nähe des Terminals, so dass die Passagiere direkt über Fluggastbrücken ein- und aussteigen können. Parkpositionen mit größerer Entfernung zum Terminal gibt es meist bei kleineren Flughäfen und heißen dort „Vorfeldpositionen“ (englisch apron position), so dass die Passagiere den Weg vom oder zum Terminal zu Fuß, mit Vorfeldbussen, Shuttlebussen oder durch Mobile Lounges erreichen müssen.

## Arten
Die Parkposition kann auf Verkehrsflughäfen sowohl eine Passagierbrücke am Terminal sein als auch eine Außenposition. Zu unterscheiden ist zwischen Parkpositionen, die ein Flugzeug aus eigener Kraft verlassen kann (englisch taxi-out) oder nur mit fremder Hilfe etwa durch Flugzeugschlepper. Je nach Anordnung der Parkposition können die Flugzeuge senkrecht (englisch nose-in) oder in einem Winkel zwischen 30° und 60° (englisch angled nose-in) zum Gebäude stehen. Nur parallel zum Terminal (englisch nose-out) stehend können sie aus eigener Kraft ankommen und abfahren (englisch taxiing).
Parkposition am Flugsteig
Eine Parkposition am Flugsteig direkt am Terminal ist für die Passagiere beim Aussteigen bequemer, außerdem sind manchmal die Wege zu der Gepäckausgabe kürzer. Dabei wird zunächst noch vor dem Öffnen der Flugzeugtüre ein hydraulisch bewegter, begehbarer Schlauch, die sogenannte Fluggastbrücke, angedockt.
Außen-Parkposition
Beim Abstellen auf einer Außenposition werden nach dem Stopp zunächst die Fahrwerke gegen Wegrollen gesichert („on block“). Sodann werden mobile Fluggasttreppen für das Aussteigen an das Flugzeug manövriert. Dann wird der Mitarbeiter des Bodenpersonals von außen an die Kabinentür klopfen, dies ist für das Kabinenpersonal das Zeichen, dass das Aussteigen der Passagiere vorbereitet ist.

## Phasen
Das Rollen zur Parkposition geschieht von der Rollbahn meist mit Hilfe von vorausfahrenden Follow-me-Cars, welche das Flugzeug zur konkreten Einweisung am Terminal dem Marshaller übergeben. Der Marshaller kann auch als Fahrer des Follow-me-Cars fungieren. Dieser führt das Flugzeug zur Parkposition und legt ihm Bremsklötze an (englisch on block). Mit diesem Vorgang ist der Flug offiziell beendet, nicht erst mit dem Ausschalten der Triebwerke. Die Zeitspanne bis zum Entfernen der Bremsklötze (englisch off block) wird Blockzeit genannt. Innerhalb der Blockzeit liegt die kürzere Übergangszeit, die im Flugwesen Minimum Connecting Time genannt wird und in der Passagiere Gelegenheit zum Umsteigen in ein anderes Flugzeug haben.
Passagiere müssen in einem Flugzeug solange angeschnallt bleiben, bis die endgültige Parkposition erreicht ist, die Triebwerke ausgeschaltet sind, und die Anschnallzeichen über den Sitzen der Passagiere erloschen sind. Die Anschnallzeichen erlöschen erst nach dem „on block“. Erst dann werden von der Flight crew die Türen geöffnet. Das Öffnen der Türen wiederum ist maßgeblich für die Berechnung einer Verspätung.